# Decrià
Decrià (en llatí Decrianus) fou un arquitecte i enginyer mecànic del temps de l'emperador Hadrià que el va utilitzar per moure el colós de Neró que estava situat davant de la Domus Aurea. El trasllat es va fer amb la intervenció de 24 elefants, segons diu Deli Espartià. El seu nom apareix com Decrianus, Detrianus, Dentrianus, Dextrianus, i Demetrianus.